# 김포시독립운동기념관
김포시독립운동기념관은 경기도 김포시에 있는 공립 박물관이다. 김포시 최초의 공립 박물관이다.

## 연혁
- 2013년 3월 1일 개관.
- 2021년 6월 공립박물관으로 등록(제2종 기념관).